# Anund Emanuel
Anund Emanuel (före 1894 Anund Svensson), född 26 september 1859 i Umeå, död 19 januari 1941 i Ystad, var en svensk sjökapten och målare, tecknare  och grafiker. Han gjorde sig främst känd som marinmålare, men målade även gatumotiv och strandbilder.

## Biografi
Hans föräldrar var Carl Petter Svensson och Christina Wilhelmina Nyström. Emanuel bodde som barn i Norge men flyttade tillbaka till Sverige 1875, där han avlade sjökaptensexamen i Gävle 1883. Han studerade sedan på Tekniska Skolan (nuvarande konstfack) i Stockholm och vid konstakademien i Stockholm 1889-1895. 1895-1896 deltog han i Axel Tallbergs etsningkurs. Han fortsatte sedan sina studier utomlands, Frankrike, Belgien, Nederländerna och Orienten. Han tog teckningslärarexamen i Stockholm 1901 och fick sedan anställning som teckningslärare i Landskrona. Emanuel är representerad vid bland annat Kalmar konstmuseum. Gift 1902 med Alma Wilhelmina Björklund.

## Verk i urval

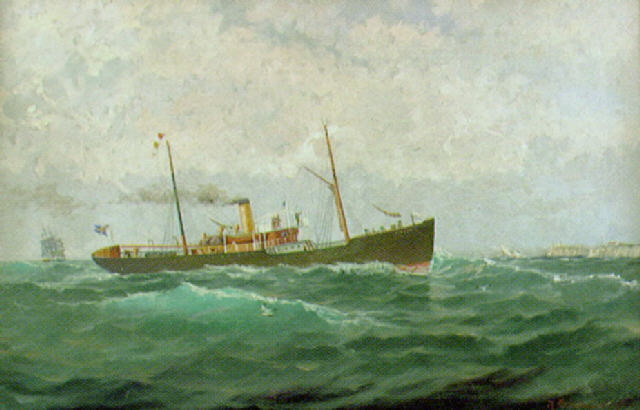
"Sigurd" vid passage av Helgoland (1898).
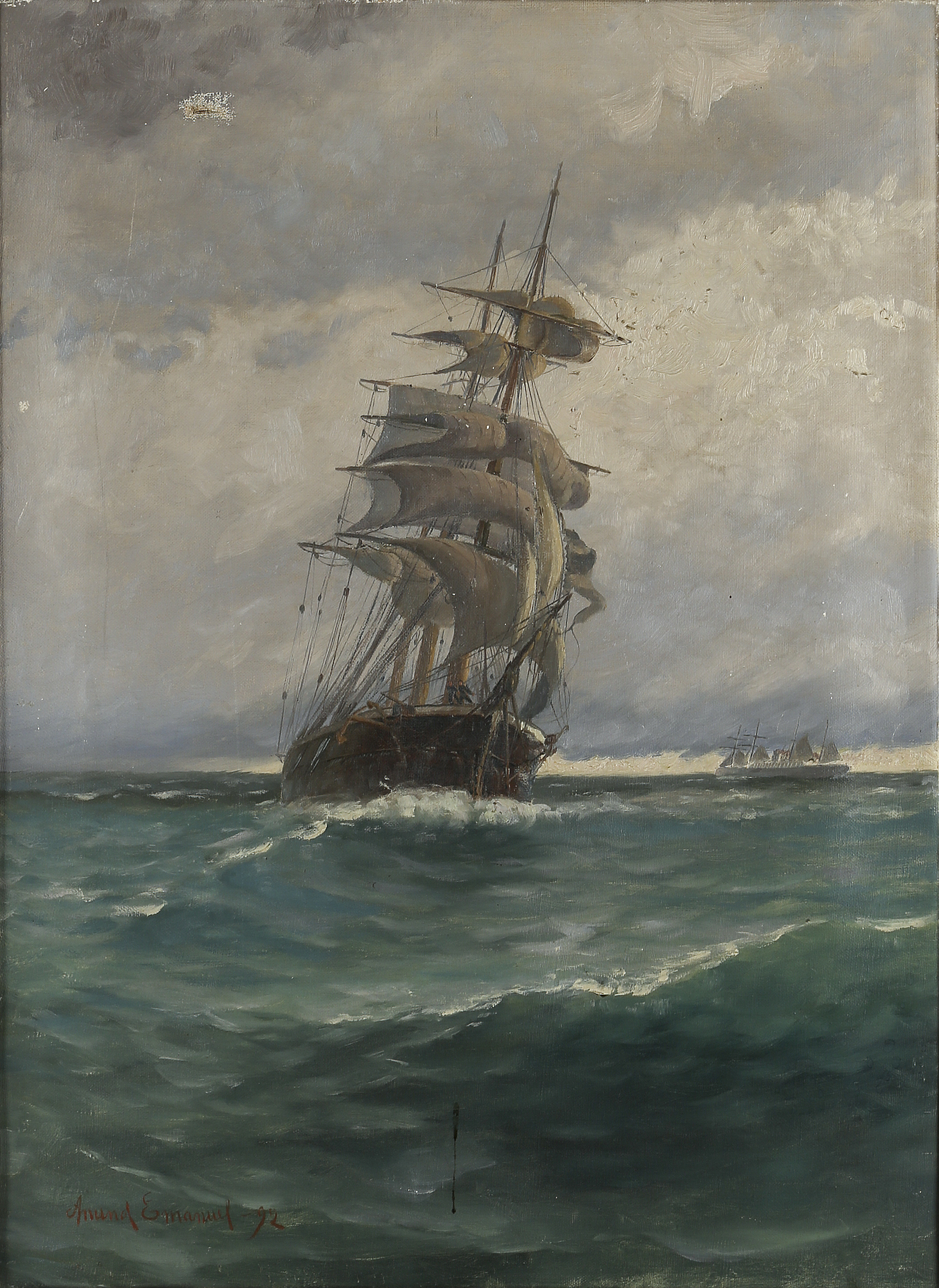
Marin (1892)
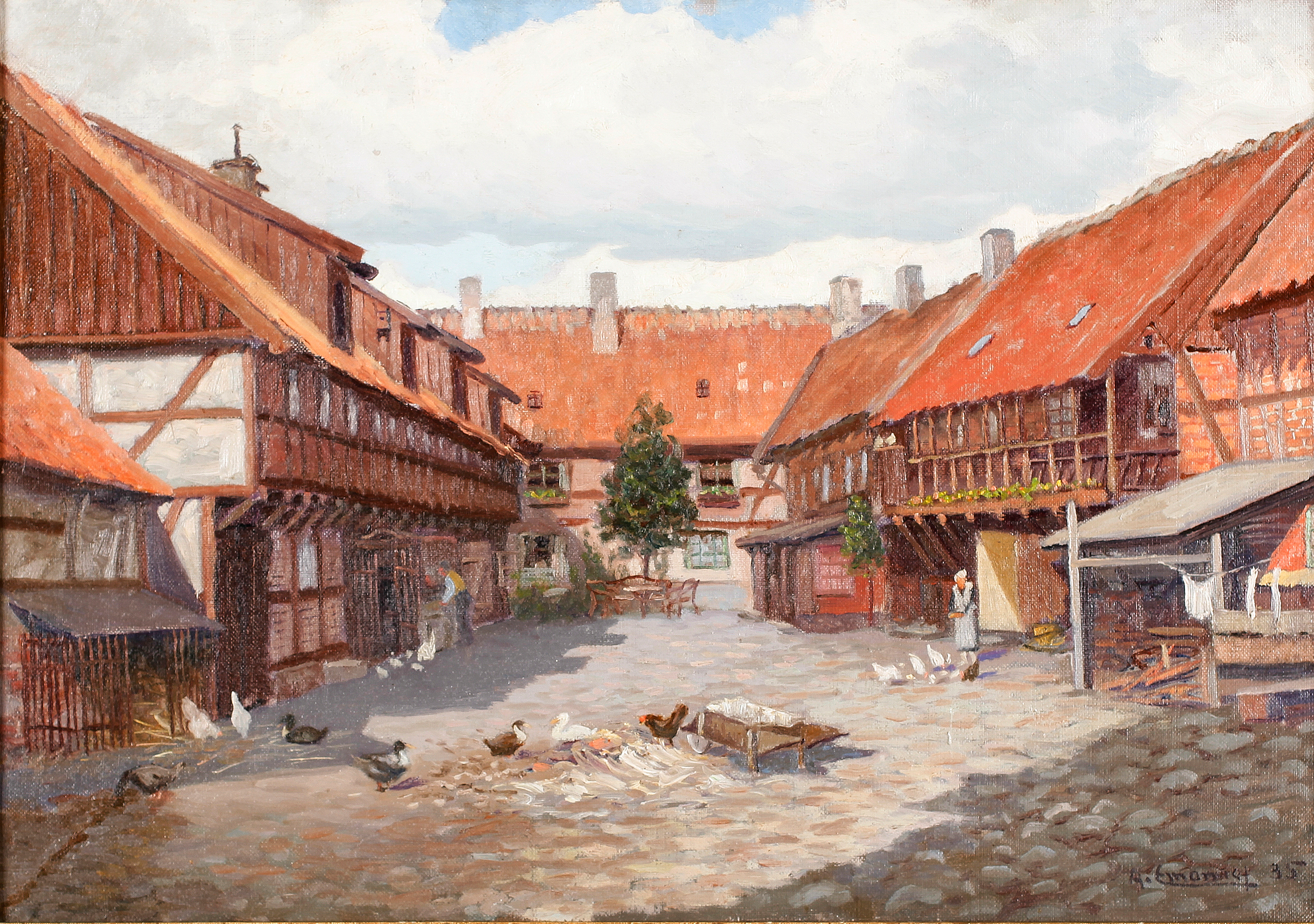
Gårdsmiljö (1935)
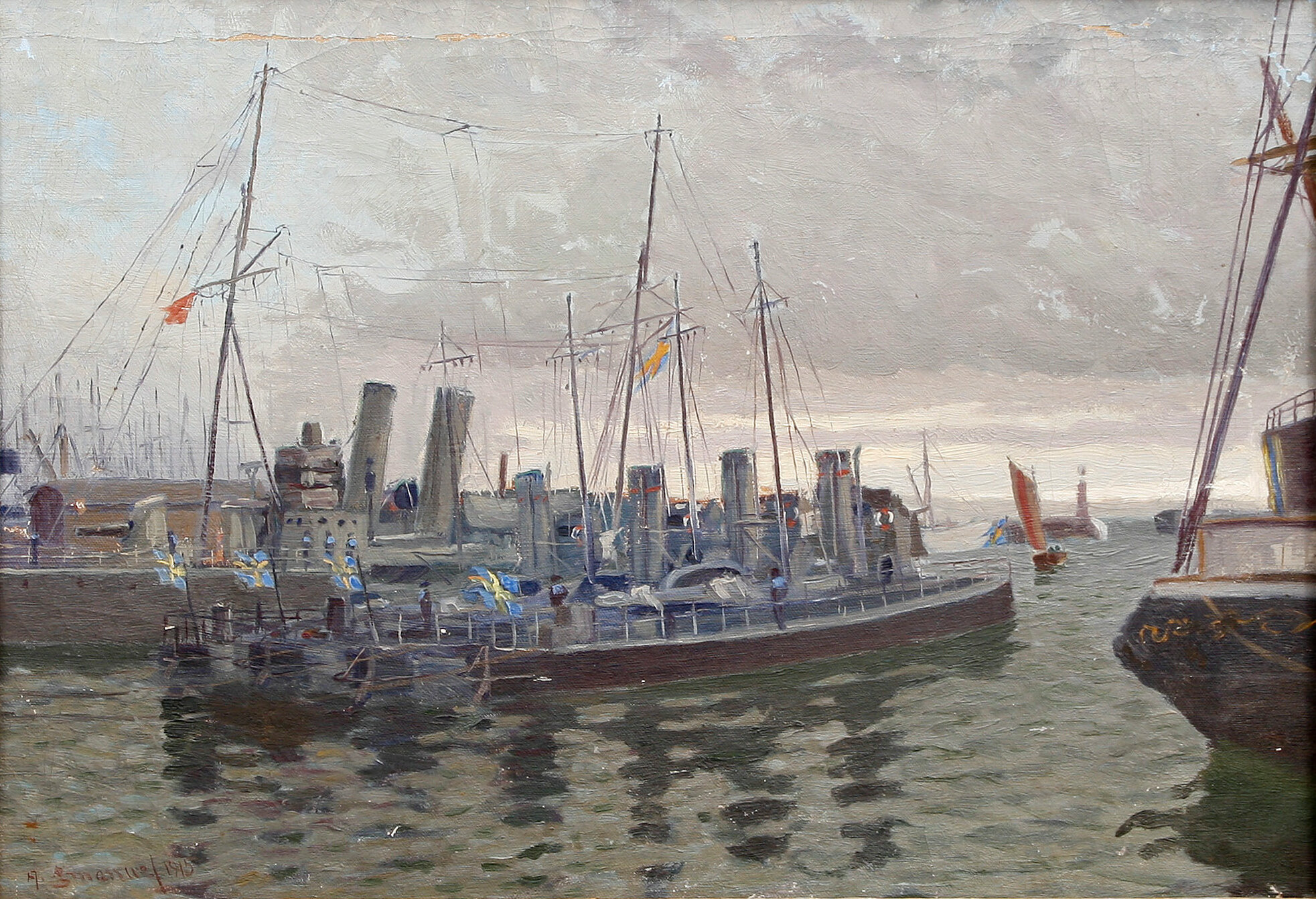
Hamn med pansarbåt (1915)
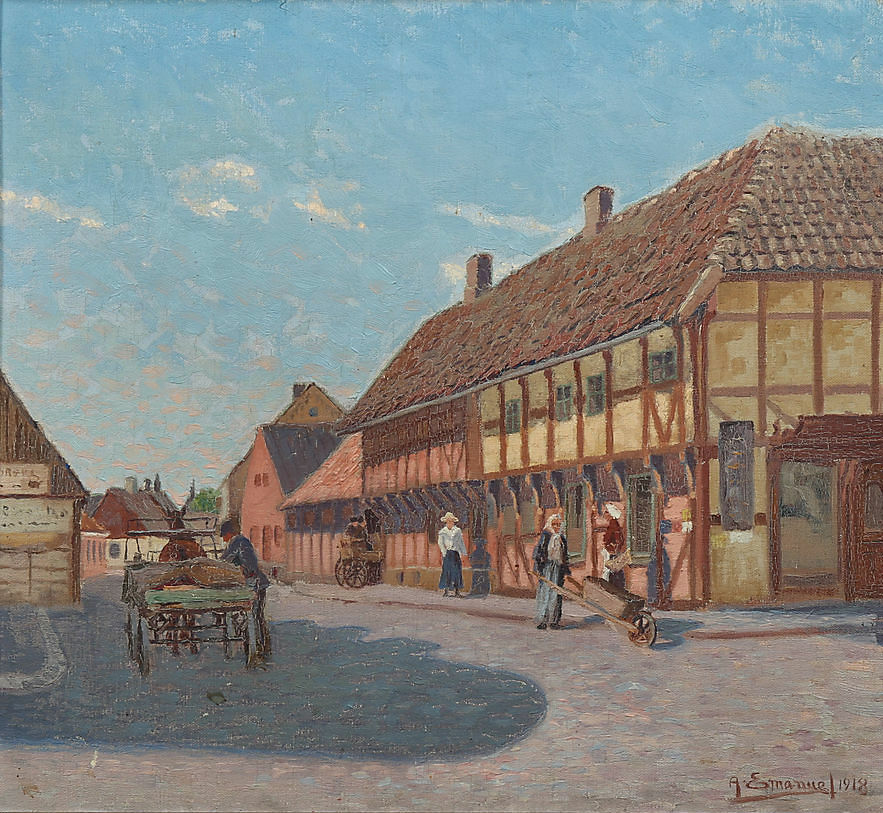
Motiv från Ystad (1918)